# Маджура, Джен
Дженнифер Маджура Индрасен (нем. и англ. Jennifer Majura Indrasen, род. 16 июня 1983) — немецкая гитаристка, басистка и вокалистка тайского происхождения. С августа 2015 года по май 2022 года являлась гитаристкой рок-группы Evanescence, бывшая участница коллектива Equilibrium, сессионный музыкант немецкой группы Knorkator.

## Биография
Джен Маджура родилась 16 июня 1983 года. Обучение музыке начала в 6 лет, и с 2000 года является профессиональным музыкантом.
Совместно с гитаристом Rage Виктором Смольским, в 2007 году открыла школу Unity в Хамме. 
В 2008—2010 годах в качестве бэк-вокалистки принимала участие в записи треков коллективов Rage и Blind Guardian. С 2012 года гастролирует с группой Knorkator в качестве второго гитариста, записала партии бэк-вокала для альбома Ich bin der Boss (2016). Участвовала в качестве вокалистки и гитаристки в трибьют-группе Black Thunder Ladies. В июне 2014 — ноябре 2015 годов — бас-гитаристка паган-метал-группы Equilibrium. 

7 августа 2015 года группа Evanescence объявила, что Джен заменит покинувшего группу гитариста Терри Бальзамо. В обращении к поклонникам вокалистка группы Эми Ли рассказала о Джен следующее: 
«Её игра неподражаема, она поёт словно ангел, смеётся с тобой, как хороший друг. На прошлой неделе мы провели вместе несколько дней в Нью-Йорке, делились до жути похожими жизненными историями и вдохновением, будто побывали в шкуре друг друга, и много смеялись. Мы очень рады, что этой осенью будем выступать вместе, и поднимем шоу на новый уровень. Не могу дождаться! Я уверена, что вы подарите ей ту любовь и уважение, которое эта сильная и талантливая женщина заслуживает. Я с радостью приветствую в группе нашу новую сестру»
Об уходе Маджуры из Equilibrium было объявлено 2 ноября 2015 года на странице коллектива в Facebook.

В мае 2022 года по неясным причинам была уволена из Evanescence. По словам самой Джен, в интервью Оле Инглунду, она была удивлена и сильно расстроена такой новостью, так как никаких предпосылок к этому не видела. При этом само сообщение об увольнении она получила по электронной почте, когда находилась не в США. 

### Сольная карьера
Помимо участий в различных музыкальных коллективах, Джен занимается и сольной карьерой. Дебютный альбом Jen Majura выпущен в 2015 году. 
26 июня 2017 года стартовала крауд-фандинг компания в поддержку выпуска второй альбома InZENity. Основная цель в $8.000 была собрана уже в первые сутки после запуска компании, а к её концу было собрано $30.000. Официально альбом вышел 23 ноября 2017 года.
31 января 2018 года Джен анонсировала свою собственную коллекцию украшений, разработанную совместно с Rockys.

## Дискография

### Сотрудничество
- Rage - Lord of the Flies [Live] (2009)
- Knorkator - Du bist Schuld [Live] (2014)
- Knorkator - Konrad [Live] (2014)
- Knorkator - Ma Baker [Live] (2014)
- Nita Strauss - The Trooper [Live - Iron Maiden cover] (2016)
- And Then She Came - Spit It Out (2016)
- Adrian Weiss - Completely Cut Loose (2016)

### Сольные альбомы
- Jen Majura (2015)
- InZENity (2017)

### В составе Evanescence
- Synthesis (2017)
- Synthesis Live (2018)
- The Bitter Truth (2021)